# Gymnasium am Europasportpark
Das Gymnasium am Europasportpark (GESP) ist ein staatliches Gymnasium in Berlin-Prenzlauer Berg. Es ist benannt nach dem benachbarten Europasportpark, in dem zum Beispiel das Velodrom liegt.

## Geschichte
Gegründet wurde das GESP zum Schuljahr 2016/17 in einem Schulgebäude, das 1973 fertiggestellt wurde. Damals beherbergte dieses die KJS (Kinder- und Jugendsportschule) „Ernst Grube“, eine von vier Ostberliner Spezialschulen für die Förderung sportlich talentierter Kinder und Jugendlicher in der DDR. Nach der Wende wurde die KJS in ein Sportgymnasium umgewandelt (Coubertin-Gymnasium), das ab dem Schuljahr 2006/07 mit der Werner-Seelenbinder-Schule in mehreren Schritten zum Schul- und Leistungssportzentrum Berlin (SLZB) fusionierte und 2014 definitiv an den neuen Standort im Sportforum Hohenschönhausen umzog. Anschließend nutzten die Grundstufen der benachbarten Tesla-Schule und der Grundschule im Blumenviertel das Gebäude, bevor das GESP dazukam und seit 2020 das gesamte Gebäude nutzt. Am Ende des Schuljahres 2021/22 haben die ersten Schülerinnen und Schüler ihr Abitur am GESP abgelegt. Aufgrund des kaputten Gebäudes gibt es eine hohe Verletzungsgefahr. Im Jahre 2023 beschloss die ehemalige Bürgermeisterin Franziska Giffey, die Schule in einen Ausweichstandort in Wilhelmsruh zu schicken, nach einer Demonstration vieler Schüler der Schule GESP.

## Lehrangebot
Das GESP setzt keinen direkten Schwerpunkt auf bestimmte Fächer, sondern spezialisiert sich auf die Allgemeinbildung. Ab der 8. Klasse nehmen Schüler am Wahlpflichtunterricht teil, in dem auch Bilingualkurse angeboten werden.
Als Fremdsprachen werden Englisch, Französisch, Spanisch und Latein angeboten, wobei eine jährliche Schülerfahrt nach Salamanca und Carcassonne im Programm steht. Außerdem hat das GESP Partnerschulen in Tansania, Norwegen, Frankreich, Spanien und in den Niederlanden, mit denen ab der 9. Klasse Schüleraustausche stattfinden.
Es werden nachmittags verschiedene AGs angeboten, zum Beispiel zu Themen wie Robotik, Schulsanität, Schach und Religion.
Es gibt ein jährliches Sportfest, bei dem die Klassen als Team gegeneinander antreten.
Das GESP ist Teil des Netzwerks Schule ohne Rassismus und interessiertes Mitglied der UNESCO-Projektschulen.
In den Hofpausen werden verschiedene Angebote zur Bewegungsförderung angeboten, unter anderem Tischtennis und Basketball. Außerdem ist die Handynutzung in einem bestimmten Bereich gestattet.

## Gebäude und Sanierung
Die Schulanlage besteht aus dem Hauptgebäude, der Sporthalle und der Mensa. Das fünfgeschossige Gebäude wurde Anfang der 1970er Jahre in SK-Bauweise als Schulgebäude errichtet. Es handelt sich um 2 nebeneinanderstehende SK70-Berlin Typenbauten.

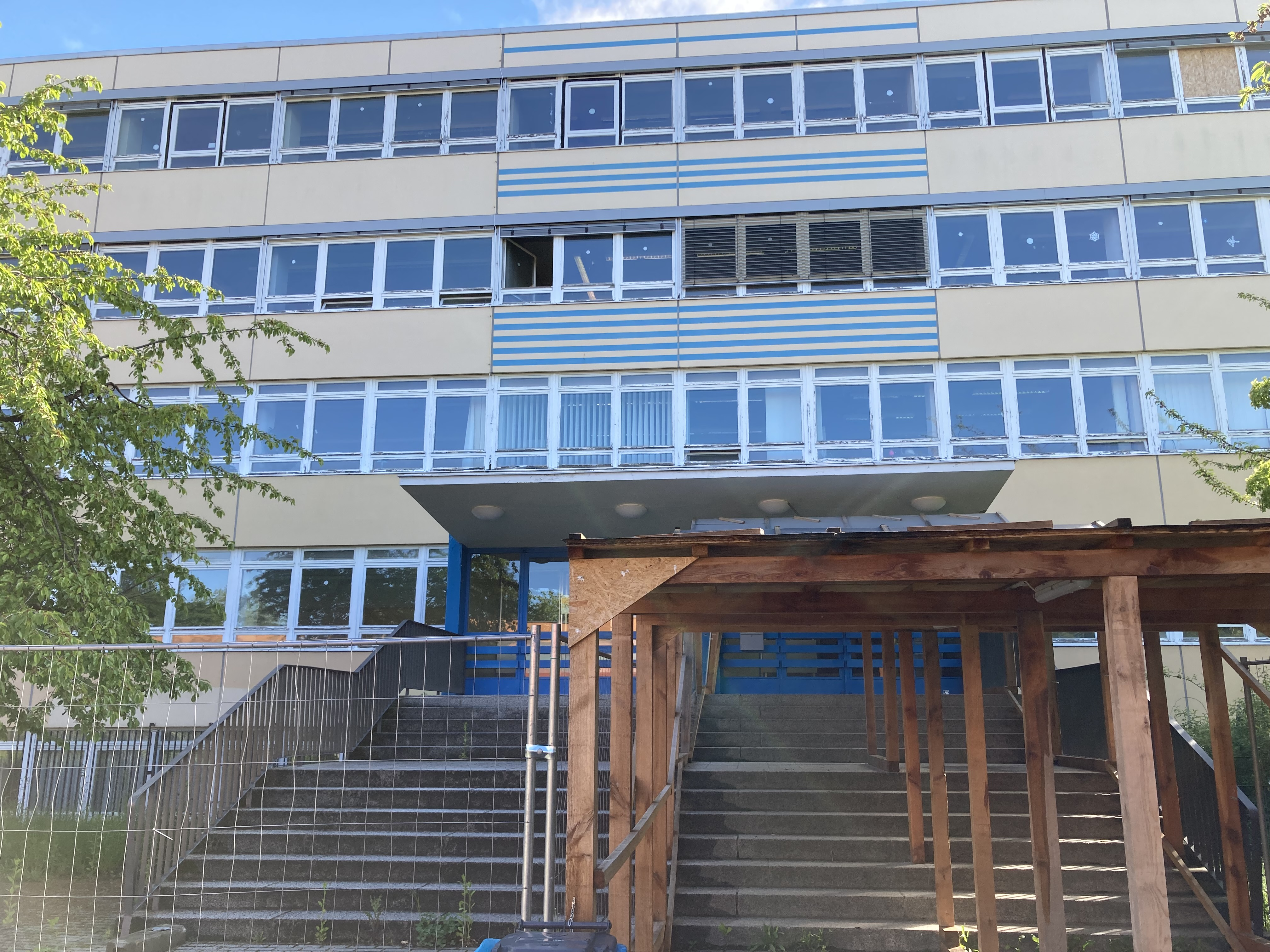
Temporäre Absperrungen des Schutzkorridors

Das Gebäude ist stark sanierungsbedürftig und die Ausschreibung für eine Generalüberholung läuft. Bis zum Beginn der Bauarbeiten wurde als Präventivmaßnahme ein Schutzkorridor von 15 Metern um das Gebäude herum errichtet, um die Sicherheit im Falle von möglicherweise losen Teilen am Gebäude zu gewährleisten.
Zu Beginn des Schuljahres 2024/25 wurde die Schule umbenannt und hat ihren Standort gewechselt. Der Name Inge-Deutschkron-Gymnasium ehrt die Berliner Ehrenbürgerin Inge Deutschkron. Der neue Standort ist das ehemalige Umspannwerk Wilhelmsruh. Der Name der Schule wurde durch eine Abstimmung der Schüler, Eltern und Lehrer beschlossen.